# Пома (коммуна)
Пома́ (фр. Pomas) — коммуна во Франции, находится в регионе Лангедок — Руссильон. Департамент коммуны — Од. Входит в состав кантона Сент-Илер. Округ коммуны — Лиму.
Код INSEE коммуны — 11293.

## Население
Население коммуны на 2008 год составляло 743 человека.
| 1962 | 1968 | 1975 | 1982 | 1990 | 1999 | 2008 |
| ---- | ---- | ---- | ---- | ---- | ---- | ---- |
| 480  | 501  | 488  | 491  | 570  | 645  | 743  |

## Экономика
В 2007 году среди 475 человек в трудоспособном возрасте (15—64 лет) 332 были экономически активными, 143 — неактивными (показатель активности — 69,9 %, в 1999 году было 71,0 %). Из 332 активных работали 301 человек (159 мужчин и 142 женщины), безработных было 31 (14 мужчин и 17 женщин). Среди 143 неактивных 31 человек были учениками или студентами, 64 — пенсионерами, 48 были неактивными по другим причинам.